# S:t Karins kyrka
S:t Karins kyrka ligger i S:t Karins i Egentliga Finland. Den tillhör Evangelisk-lutherska kyrkan i Finland.
S:t Karins kyrkas kyrksal rymmer 510 personer.

## Historia
S:t Karins församling delades i två delar i januari 1991 i enlighet med gränsen mellan dåvarande S:t Karins kommun och Åbo stad. Den medeltida kyrka som hade varit S:t Karins kyrka blev kyrka i Katarina församling i Åbo och man började kalla den för S:ta Katarina kyrka. Hovirinta församlingscentrum i S:t Karins blev S:t Karins nya kyrka.
Församlingscentret invigdes 28 december 1980. Till kyrkan vigdes kyrksalen 6 januari 1991.

## Byggnad och inventarier
Byggnaden har ritats av Arkitektbyrå Pitkänen-Laiho-Raunio. Den ljusa interiören i byggnadskomplexet i rödtegel präglas av användningen av olika trämaterial. Även den lidande Kristus på altarväggen består av träelement i olika nivåer, former och färger.
Kyrkotextilierna har formgetts av textilkonstnären Raija Rastas.